# Kanonok
A kanonok a római katolikus egyházban tisztségviselő pap, a káptalan tagja. Neve onnan ered, hogy közös életre és különleges rendszabályok által előírt életmódra (vita canonica) volt kötelezve.
Chrodegang metzi püspök 754-ben a püspöki székhelyek és bazilikák papjai számára a szerzetesi szabályokhoz hasonló magatartási előírást vezetett be. Ez a regula közösségi életmódot írt elő. A közösségi élethez, ellentétben a szerzetesekkel nem írta elő a szegénység követelményét, hanem vagyont biztosított. Az e szabályozás alá eső papi tisztségviselőknek a neve: canonicus, azaz kanonok. Néhány kanonok felmentést kapott a közös lakás, hálóhely használata alól, mely jogot I. Jámbor Lajos frank császár Aachenben 816-ban kiadott újabb szabályozása általánossá tett. Ennek eredményeként számos egyházi székhely-városban különálló, rendszerint díszes papi városrész, utca jött létre.
Minden kanonoknak egy káptalanhoz kellett tartoznia és alkalmazkodnia kellett a kánoni életmódhoz, idővel azonban a káptalanok meggazdagodtak, és tagjaikat egyre jobban zavarta az élet- és házközösség. Emiatt a káptalan tagjai felosztották maguk közt a káptalan javait, és mindegyik kanonok számára külön javadalmat (praebendas) hasítottak ki, vagyis kanonoki állásokat szerveztek, így a káptalanok zárt testületekké (capitula clausa) váltak, ugyanis minden káptalannál csak annyi kanonok lehet, ahány javadalom, stallum van. Egy időben a törvények ellenére a még csak megüresedő stallumokra való igényeket is osztogatták; az ilyen kanonokokat Canonici in herbis-nek nevezték, ellentétben a már kinevezett valóságos kanonokkal (Canonici in floribus et fructibus). Az egyház folytonos törekvésének sikerült néhol a közös élet visszaállítását keresztülvinni s így támadt a különbség a közös élet szabályait követő „szabályozott kanonokok” (Canonici regulares) és az életközösségre vissza nem tért „világi kanonokok” (Canonici saeculares) között.
Az életkort tekintve, a II. vatikáni zsinat előtt a kanonokságra a betöltött 22., káptalani méltóságra p. főnökségre, lelkészettel vagy külhatósággal járó stallumokra a betöltött 25. életév volt szükséges. Az egyházrendet tekintve, legalábbis a szubdiakonátus volt szükséges, rendszerint azonban, Magyarországon általában csak áldozópapokat neveztek ki kanonoknak. A képzettséget tekintve, a tridenti zsinat határozatai szerint a kanonokok legalább fele hit- v. kánonjog doktorokból v. licentiatusokból kell hogy álljon. Tekintve a fontos szerepet, amelyet a káptalanok mint hiteleshelyek játszottak, az 1741. évi XVI. törvénycikk rendelete szerint a kanonokoknak nemcsak a magyar nyelvben, de a jogtudományban is jártasnak kellett lenniük. Némely stallumokra előírták a nemességet.
A mai szabályozás szerint csak felszentelt pap lehet kanonok. Valamennyi kanonoknak egy-egy káptalanhoz kell tartoznia. Káptalanja a székesegyháznak, illetve a társszékesegyháznak van. A teljes jogú kanonokat valóságos kanonoknak nevezzük, ezenkívül Magyarországon vannak tiszteletbeli (címzetes) kanonokok is. A kanonokot a káptalan meghallgatásával a megyés püspök nevezi ki, határozatlan időre.
A káptalan a magyar egyházjogban a püspök tanácsadó testületeként is működik.
Jogaikat és kötelességeiket az egyetemes egyházjogon kívül főként a káptalani szabályzatok határozzák meg, öltözködésüket az egyes kiváltságok és a Kléruskongregáció 1970. X. 30-i körlevele szabályozzák.
A kanonok kötelességeihez tartozott különösen: 
- a kiszabott hitvallásnak (professio fidei) letétele;
- jelenlét az istentiszteleten, amiért külön napi osztalékok (distributiones quotidianae) jártak
- a püspököktől kapott megbízatások teljesítése.

A kanonokok kötelesek továbbá a püspököt, midőn az istentiszteletre megjelenik v. onnan távozik, kísérni és a pontifikálásnál segédkezni. Tiszteleti jogaikhoz tartozik emelkedettebb hely (stallum), violaszínű mozzetta, néhol hermelinprémes cappa és rochettum, a reverendissimus cím, s hazánkban a mellükön lefüggő káptalanbeli rendjel.
Magyarországon a rangban első négy kanonok az ún. oszlopos kanonok (Canonici columnares) éspedig 
1. a prépost (nagyprépost),
2. az olvasókanonok (Lector),
3. az éneklőkanonok (Cantor),
4. az őrkanonok (Custos).

A görögkatolikusoknál ezeknek elnevezései: 
1. Archipresbiter,
2. Archidiaconus,
3. Primicerius,
4. Ecclesiarcha.